# Irrational Man
Irrational Man is een Amerikaanse film uit 2015, geschreven en geregisseerd door Woody Allen. De film ging in première (buiten competitie) op 15 mei op het 68e filmfestival van Cannes.

## Verhaal
Abe Lucas (Joaquin Phoenix) is een hoogleraar filosofie die les geeft aan de hogeschool in een klein dorpje. Hij bevindt zich in een existentiële crisis in zijn leven. Op een dag krijgt hij een vriendschappelijke relatie met een van zijn leerlingen, Jill (Emma Stone), waardoor hij eindelijk een nieuw doel in zijn leven gevonden heeft. Maar Jill begint al snel gevoelens voor de professor te krijgen.

## Rolverdeling
| Acteur          | Personage           |
| --------------- | ------------------- |
| Joaquin Phoenix | Professor Abe Lucas |
| Parker Posey    | Rita                |
| Emma Stone      | Jill Pollard        |
| Jamie Blackley  | Roy                 |